# Aqüeducte d'Arbúcies II
L'Aqüeducte d'Arbúcies II és una obra d'Arbúcies (Selva) inclosa a l'Inventari del Patrimoni Arquitectònic de Catalunya.

## Descripció
Aqüeducte fora d'ús de maons i pedra que passa per sobre de la riera de Pineda, a tocar del branc de camí carretera que porta a can Puig i Sant Feliu de Buixalleu.
La riera de la Pineda és afluent per l'esquerra de la riera d'Arbúcies, afluent per l'esquerra del riu Tordera.